# 전기에너지관

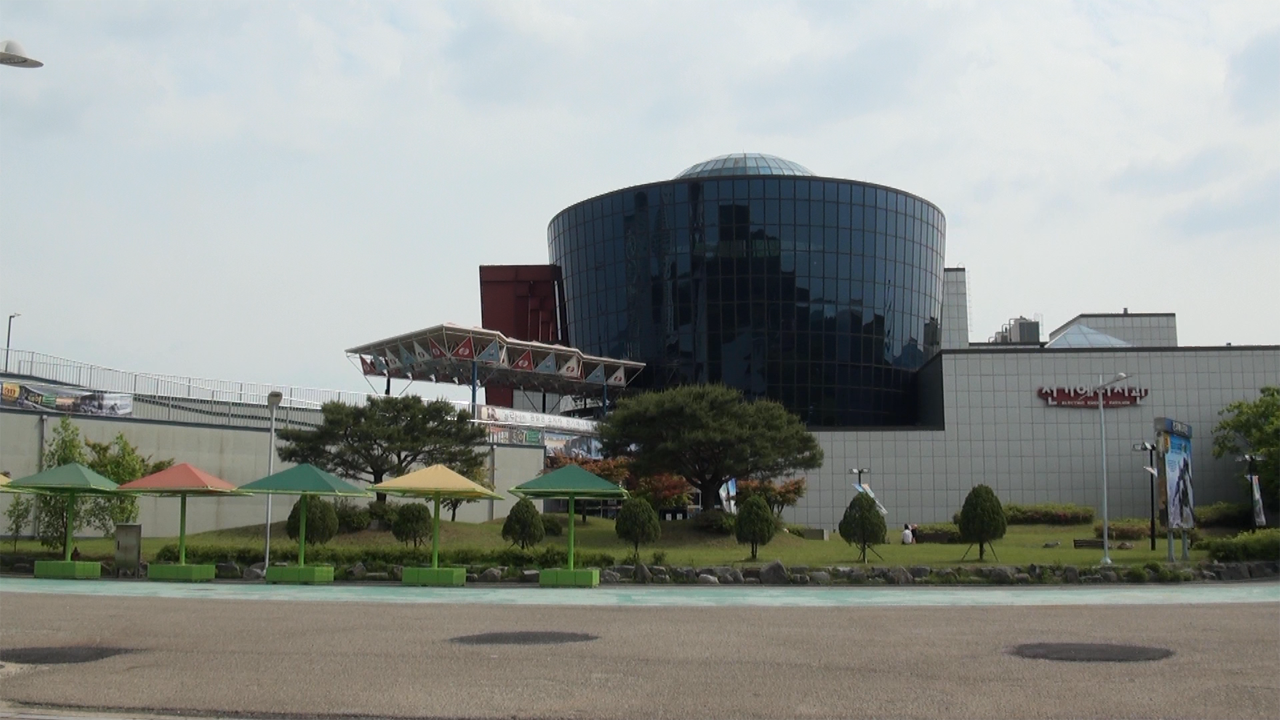
엑스포과학공원 전기에너지관 전경

전기에너지관은 엑스포과학공원 내의 전시관으로, 대한민국 최대 규모의 3D전용 영상관이며 한국원자력문화재단에서 직접 운영하고 있는 공공전시관이다. 현재는 한국에너지공단이 이곳을 리모델링하여 미래에너지움으로 재개관했다.

## 전시관 정보
엑스포과학공원 전기에너지관은 HD급 3D입체영화를 관람할 수 있는 입체영상관과 전기에너지 상설관인 에너토피아관으로 구성되어 있다.

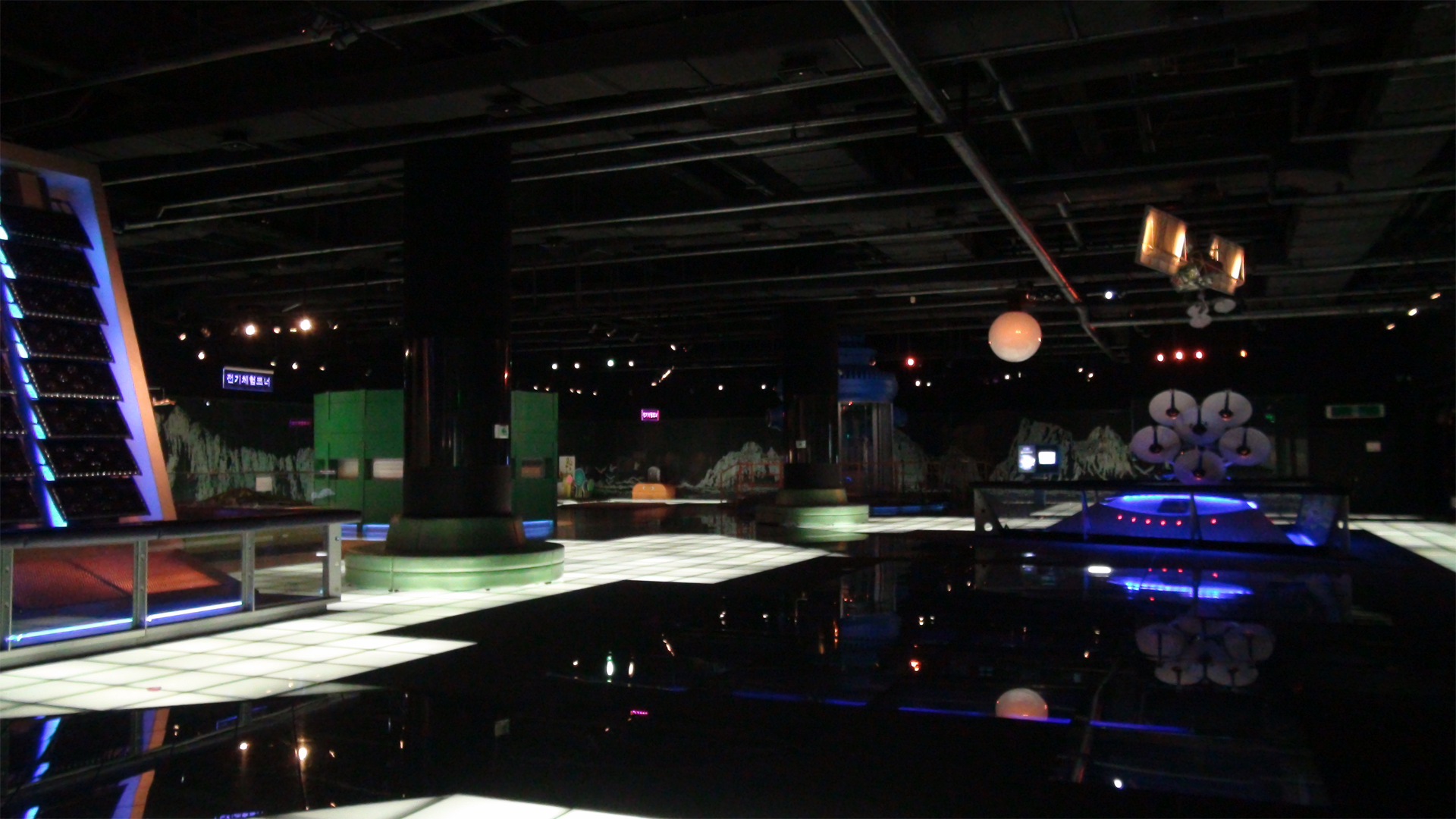
엑스포과학공원 전기에너지관 에너토피아관

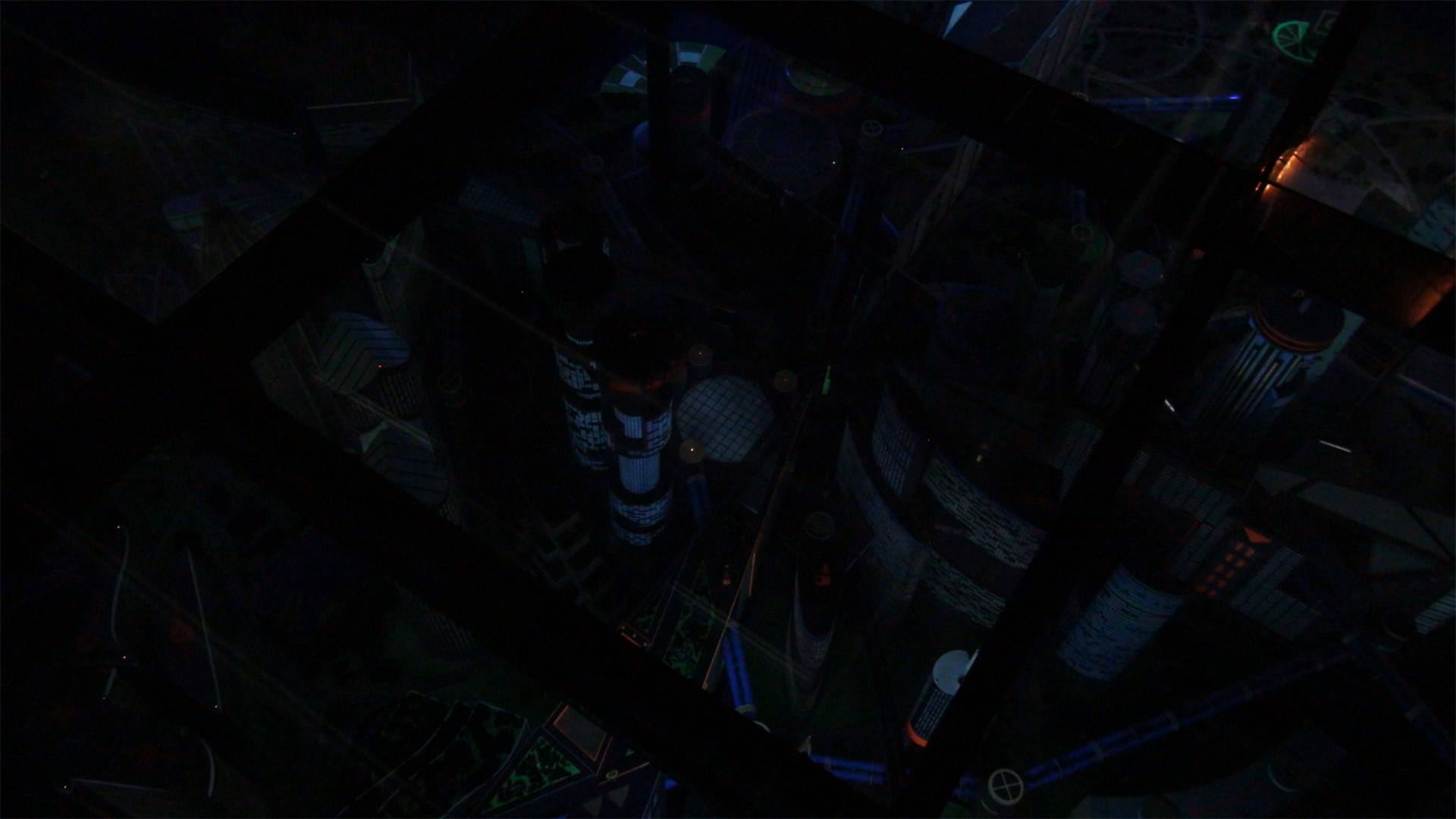
엑스포과학공원 전기에너지관 에너토피아관 전시물 - 미래의 도시

- 전시관 명 전기에너지관

### 입체영상관
- 스크린 크기 가로 22 m × 세로 12.5 m
- 영사방식 Full HD급 3D
- 수용인원 409석 (입체영화관)

### 에너토피아관
빛의 발견 이후 인류문명의 모습과 자연 속의 에너지를 통하여 에너지의 생산 근원을 알 수 있으며, 미래 주거환경의 모습을 볼 수 있다.
- 레이저 터널
- 미래의 주거모습
- 강화유리바닥 아래 미래의 도시

## 관람안내
- 전시관 운영시간 9시 30분 ~ 17시 30분
- 입장간격 수시입장
- 휴관안내 매주 월요일

## 참고자료
- 엑스포과학공원 보관됨 2005-11-24 - 웨이백 머신
- 전기에너지관